# Grumman C-1 Trader
Grumman C-1 Trader là một biến thể phát triển từ Grumman S-2 Tracker. Nó bị thay thế bởi một phiên bản tương tự như Northrop Grumman E-2 Hawkeye là Grumman C-2 Greyhound.

## Biến thể

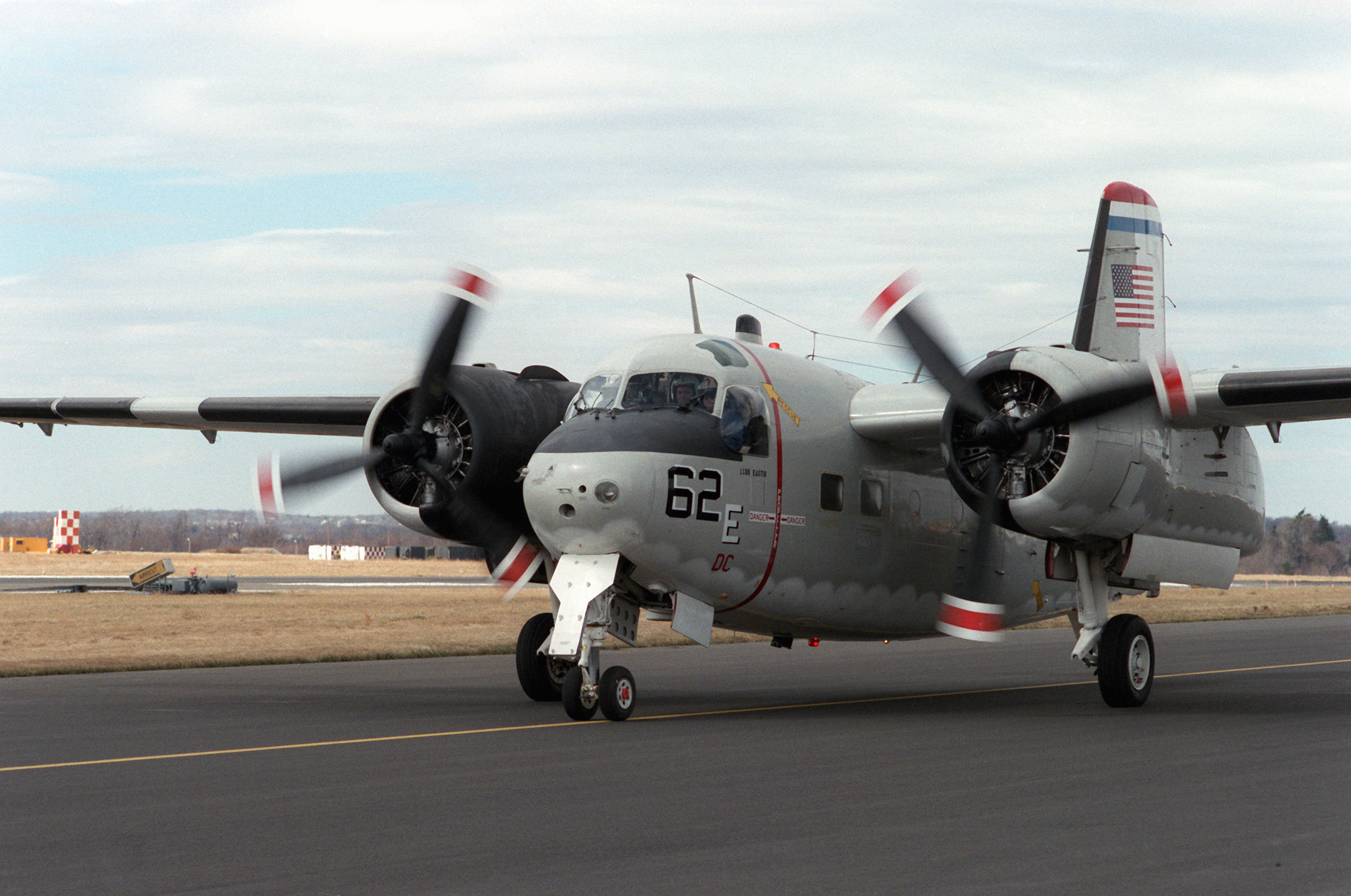
Grumman C-1 tại Willow Grove

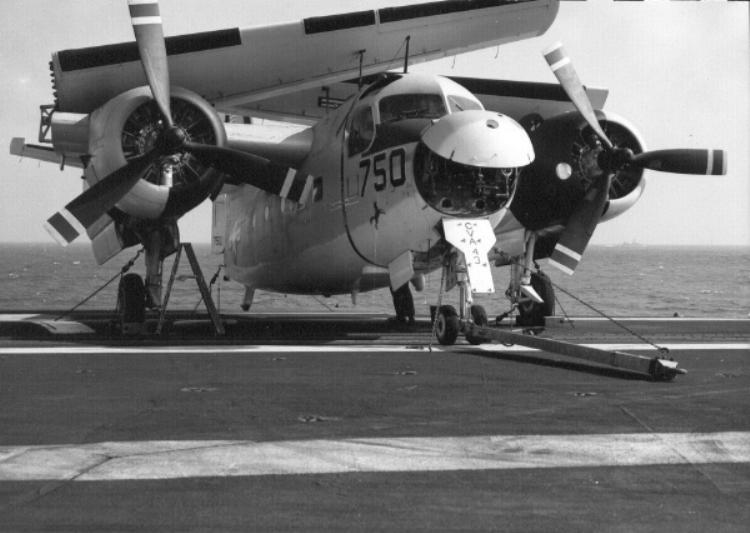
C-1A trên tàu USS Coral Sea

TF-1
TF-1Q
TF-1W
C-1A
EC-1A
KC-2 Turbo Trader

## Quốc gia sử dụng
Hoa Kỳ
- Hải quân Hoa Kỳ

 Brasil
- Hải quân Brazil

## Tính năng kỹ chiến thuật
Đặc điểm tổng quát
- Kíp lái: 2
- Chiều dài: 42,2 ft (12,9 m)
- Sải cánh: 69,6 ft (21,2 m)
- Chiều cao: 16,3 ft (4,9 m)
- Trọng lượng rỗng: 18.750 lbs (8.504 kg)
- Trọng lượng cất cánh tối đa: 29.150 lbs (13.222 kg)
- Động cơ: 2 × Wright R-1820-82WA Cyclone, 1.525 hp (1.137 kW)  mỗi chiếc

 Hiệu suất bay 
- Vận tốc cực đại: 287 mph (462 km/h)
- Tầm bay: 1.300 dặm (2.092 km)